# 王鉼
王鉼（1482年—？年），字朝重，神武右卫官籍河南郏縣人。

## 生平
治《易經》，由真定府学生中式丁卯科（1507年）順天府鄉試第九十五名舉人，年二十七歲中式正德三年（1508年）戊辰科會試第一百六十三名，第三甲第一百三十六名進士。授江阴县知县。

## 家族
曾祖王能，贈百户。祖父王霖，百户。父王宸，都给事中。母张氏，封孺人。具庆下，兄鏐，百户；鎛；弟锟；錫。